# Anisopodus mexicanus
Anisopodus mexicanus es una especie de escarabajo longicornio del género Anisopodus, tribu Acanthocinini, subfamilia Lamiinae. Fue descrita científicamente por Bates en 1881.

## Descripción
Mide 9,5-13,8 milímetros de longitud.

## Distribución
Se distribuye por Guatemala, Costa Rica, Honduras, México, Panamá y Nicaragua.